# Преса (машина)
Пресата е машина или устройство, с помощта на която се променя формата на детайлите чрез постепенно нарастващо налягане. Прилагането на сила се извършва неударно за разлика от обработката с чук.

## Видове
Пресите могат да се класифицират според механизма на действие, вида на задвижване и конкретното приложение:
Основен механизъм
- Ексцентрова преса
- Винтова преса
- Колянова преса
- Лостови преси
- Гребенови (със зъбна рейка)
- Комбинирани [2]

От вида на задвижването
- хидравлика
- Ръчни преси
- пневматика
- колянна механика
- ексцентрика
- лостова система

Приложение
- Ковашко-щамповъчни машини,
- Печатарска преса
- За пресоване на прахообразни дребнозърнести материали (брикетиране)
- За намаляване на обема на обемисти материали като сено, слама, стружки, памук и др. (балиране)
- За отделяне на различни материали като гроздов сок, зехтин и др.
- За осигуряване на пресови сглобки и др.

## Технологични възможности
Има различни варианти за разделяне на видовете преси. Най-важните критерии за това са свързани с възможността да се използват за определени технологични задачи. Така например има машинни възли, които служат за затваряне и задържане в затворено положение на шприцови инструменти, и се наричат затварящ възел на машината за шприцване на пластмасови детайли. На практика това са също преси, които задържат в крайното си работно положение по-дълго време. Други преси се използват за огъване и пробиване на твърди предмети, като прилагат десетки, дори стотици тонове натиск.
В зависимост от начина, по който се предават силата и енергията за извършване на работа в пресата, те се делят на няколко категории.

### Преси с фиксиране на пътя
При тези преси пътят на работната част (пресоващата част-бабка) на пресата е установена от кинематиката на главното задвижване на машината. Задвижването на пресата обикновено става от електродвигател, който задвижва махово колело. Това махово колело предава енергията на главното задвижване през съединител/спирачка. При тези преси колкото по-близо се намира работната (пресоващата) част до най-долната точка на движението, толкова по-голяма е силата на притискане към детайла. Поради това тези преси трябва да притежават защита от претоварване и да притежават допълнителни възли, с помощта на които да се настройват спрямо повърхността на обработвания детайл. В противен случай може да се получи повреда на пресата или работния инструмент. При тези преси се използват задвижвания с колянов механизъм или с гърбичен механизъм. Тези с колянов механизъм се използват повече.